# Huglfing
Huglfing là một đô thị ở huyện Weilheim-Schongau, bang Bayern, Đức.